# Bouillon Fraser
 (avril 2025).
Le bouillon Fraser est un milieu de culture qui sert à l'enrichissement sélectif des Listeria. Il existe deux étapes : un enrichissement primaire avec du bouillon Fraser demi (concentration deux fois moins élevée en acide nalidixique et acriflavine) puis un enrichissement secondaire par le bouillon Fraser.

## Composition
- Polypeptone:………………………………….10,0 g
- Extrait de levure:……………………………..5,0 g
- Extrait de viande:……………………………..5,0 g
- Esculine:……………………………………..1,0 g
- Citrate de fer III ammoniacal :………………….0,5 g
- Chlorure de lithium:……………………………3,0 g
- Acide nalidixique:……………………………..0,02 g
- Chlorhydrate d'acriflavine :…………………….0,025 g
- Chlorure de sodium:……………………………20,0 g
- Hydrogénophosphate de sodium:………………9,6 g
- Dihydrogénophosphate de potassium:………….1,3 g

pH = 7,2 ± 0,2

## Préparation
57,4 g par litre. Autoclavage classique. Ajouter le supplément (citrate de fer III ammoniacal, acide nalidixique, acriflavine) après refroidissement à 50 °C.